# Janet Shaw
 Janet Shaw  est une actrice américaine.

## Biographie
Elle est née le 23 janvier 1919 à Beatrice (Nebraska) aux États-Unis, sous le nom d'Ellen Martha Clancy. Elle devient actrice en 1935. Elle a été mariée à David Ashford Stuart et à Willard Garcia Ilefeldt. Elle meurt le 15 octobre 2001 à Beatrice (Nebraska).

## Carrière
Elle a tourné dans une soixantaine de films, presque exclusivement dans des seconds rôles, essentiellement dans les années 1930 et 1940. Une de ses apparitions les plus marquantes a été dans L'Ombre d'un doute d'Hitchcock. Un autre rôle notable a été dans L'Insoumise de William Wyler.

## Filmographie
- 1935 : She Married Her Boss
- 1937 : Prairie Thunder
- 1937 : It's Love I'm After
- 1937 : L'Île du diable (Alcatraz Island) de William C. McGann
- 1937 : Expensive Husbands
- 1937 : She Loved a Fireman
- 1937 : Hollywood Hotel
- 1938 : Sergeant Murphy
- 1938 : L'Insoumise
- 1938 : Accidents Will Happen
- 1938 : Les Aventures de Robin des Bois (The Adventures of Robin Hood)
- 1938 : Chercheuses d'or à Paris (Gold Diggers in Paris)
- 1938 : Secrets of an Actress
- 1938 : Broadway Musketeers
- 1938 : Nuits de bal
- 1938 : Girls on Probation
- 1938 : Comet Over Broadway
- 1938 : Le Cavalier errant (Going Places)
- 1939 : King of the Underworld
- 1939 : Je suis un criminel (They Made Me a Criminal)
- 1939 : Torchy Blane in Chinatown
- 1939 : The Rookie Cop
- 1939 : The Old Maid
- 1940 : Blondie on a Budget de Frank R. Strayer
- 1940 : Alias the Deacon
- 1940 : La Valse dans l'ombre de Mervyn LeRoy
- 1940 : Flight Angels
- 1940 : Hired Wife
- 1940 : Escape de Mervyn LeRoy
- 1941 : Lucky Devils
- 1941 : You're Out of Luck
- 1941 : Les Oubliés (Blossoms in the Dust) de Mervyn LeRoy
- 1941 : Gambling Daughters
- 1941 : Fantômes en vadrouille (Hold That Ghost) d'Arthur Lubin
- 1942 : Night Monster de Ford Beebe
- 1942 : The Mummy's Tomb
- 1943 : How's About It
- 1943 : L'Ombre d'un doute (Shadow of a Doubt) d'Alfred Hitchcock
- 1943 : Hi'Ya Chum
- 1943 : Keep 'Em Slugging
- 1943 : Bad Men of Thunder Gap
- 1943 : Quand le doute vous hante (False Faces) de George Sherman
- 1946 : Alibi suspect (Dark Alibi) de Phil Karlson